# Ворденсвил (Западна Вирџинија)
Ворденсвил (енгл. Wardensville) град је у америчкој савезној држави Западна Вирџинија.

## Демографија
По попису из 2010. године број становника је 271, што је 25 (10,2%) становника више него 2000. године.
| Група             | 2000.       | 2010.       |
| Белци             | 236 (95,9%) | 256 (94,5%) |
| Афроамериканци    | 2 (0,8%)    | 5 (1,8%)    |
| Азијати           | 2 (0,8%)    | 3 (1,1%)    |
| Хиспаноамериканци | 0 (0,0%)    | 6 (2,2%)    |
| Укупно            | 246         | 271         |